# Cybianthus schlimii
Cybianthus schlimii (Hook.f.) G.Agostini – gatunek roślin z rodziny pierwiosnkowatych (Primulaceae). Występuje naturalnie w Hondurasie, Nikaragui, Kostaryce, Panamie, Kolumbii, Wenezueli, Ekwadorze, Peru, Boliwii oraz Brazylii (w stanach Amazonas i Rondônia). 

## Morfologia
PokrójZimozielony krzew dorastający do 1–5 m wysokości.
LiścieBlaszka liściowa ma podługowaty, eliptyczny lub lancetowaty kształt. Mierzy 25–65 cm długości oraz 5,5–20 cm szerokości, jest całobrzega lub piłkowana na brzegu, ma zbiegającą po ogonku nasadę i spiczasty lub ostry wierzchołek. Ogonek liściowy jest owłosiony i ma 10–20 mm długości.
KwiatyRozdzielnopłciowe (dioecja), zebrane w wiechach o długości 13–40 cm, wyrastających z kątów pędów. Mają 3 lub 4 działki kielicha o owalnie trójkątnym kształcie i dorastające do 1 mm długości. Płatki są 4, są owalnie trójkątne i mają purpurową barwę oraz 4–5 mm długości.
OwocPestkowce mierzące 10-13 mm średnicy, o kulistym kształcie.

## Biologia i ekologia
Rośnie w lasach. 